# Ульпій Ліменій
Ульпій Ліменій (*Ulpius Limenius, д/н — 8 квітня 349) — державний та військовий діяч часів Римської імперії.

## Життєпис
Походив з роду нобілів Ульпіїв. Про батьків відсутні відомості. Замолоду увійшов до римського сенату. Був прихильником династії Костянтина. особливо гарні стосунки склалися з Константом. У 342 році призначено проконсулом Константинополя. На цій посаді боровся проти філософа Лібанія. 344 року домігся в імператора Констанція II заслання того до Нікомедії.
У 347 році призначено преторіаньским префектом Італії і Африки та префектом Риму. Поєднував ці посади до самої смерті. Під час своєї каденції багато зусиль доклав до збереження культурної спадщини, зокрема статуй, будівель, поганських поховань. Намагався зберегти давні святкування у Римі, що протирічили християнській релігії. Усі рішення були закріплені законами імператора.
349 року призначається консулом (разом з Аконієм Катулліном Філоматієм), чим об'єднав три посади. Встиг домогтися в імператора Константа наказу проти фальшивомонетників. Помер під час каденції 8 квітня 349 року.